# Матчи женской сборной России по волейболу 2008
В 2008 году женская сборная России по волейболу приняла участие в трёх официальных турнирах, проводимых под эгидой ФИВБ и ЕКВ.

## Турниры и матчи

### Европейский олимпийский отборочный турнир
| 16 января. Халле (Германия). Россия — Хорватия 3:0 (25:19, 25:15, 25:12). Предварительный этап. Группа «А» |
| --- |

Россия: Алимова (10 очков), Соколова (14), Сафронова (8), Гамова (20), Шешенина (1), Меркулова (6), Кабешова — либеро. Выход на замену: Куликова (2), М.Акулова, Фатеева.

Хорватия: Петрович, Делич, Попович, Милош, Алайбег, Катич, Цигич — либеро. Выход на замену: Калебич, Каменджарин, Марас.
| 17 января. Халле (Германия). Россия — Румыния 3:1 (25:21, 26:24, 21:25, 25:14). Предварительный этап. Группа «А» |
| --- |

Россия: Алимова (16), Соколова (12), Сафронова (5), Гамова (21), Шешенина, Меркулова (12), Кабешова — либеро. Выход на замену: Куликова (16), М.Акулова (1), Борисенко (1).

Румыния: Карстою, Нуцу, Минча, Марковичи, Турля, Бутнару, Ману — либеро. Выход на замену: Альбу, Захариа, Херля.
| 18 января. Халле (Германия). Россия — Сербия 3:1 (25:17, 23:25, 32:30, 25:20). Предварительный этап. Группа «А» |
| --- |

Россия: Алимова (10), Соколова (14), Гамова (28), Шешенина (2), Меркулова (13), Куликова (14), Кабешова — либеро. Выход на замену: Борисенко, Фатеева, Сафронова.

Сербия: Николич, Бракочевич, Молнар, Огненович, Читакович, Аврамович, Чебич — либеро. Выход на замену: Велькович, Джерисило, Малагурски.
| 19 января. Халле (Германия). Россия — Германия 3:0 (25:15, 25:23, 25:17). Полуфинал |
| ----------------------------------------------------------------------------------- |

Россия: Алимова (7), Соколова (13), Гамова (23), Шешенина (1), Меркулова (10), Куликова (7), Кабешова — либеро. Выход на замену: Борисенко, Сафронова.

Германия: Пахале, Харт, Думлер, Фюрст, Грюн, Сушке, Байер — либеро. Выход на замену: Вайсс, Радцувайт, Козух, Буагаа.
| 20 января. Халле (Германия). Россия — Польша 3:2 (25:23, 25:22, 11:25, 22:25, 15:12). Финал |
| ------------------------------------------------------------------------------------------- |

Россия: Алимова, Соколова (8), Гамова (27), Шешенина (2), Меркулова (10), Куликова (11), Кабешова — либеро. Выход на замену: Сафронова (6), Борисенко (4), М.Акулова, Фатеева, Андрушко.

Польша: Сковроньска, Дзенкевич, Глинка, Бараньска, Садурек, Ликторас, Зеник — либеро. Выход на замену: Рознер, Скорупа, Подолец, Цяшкевич.
Европейский олимпийский квалификационный турнир прошёл в Германии с участием 8 команд. Сборная России прошла соревнования без потерь и выиграла единственную разыгрывавшуюся путёвку на Олимпиаду-2008.

### Олимпийские игры
| 9 августа. Пекин (Китай). Россия — Италия 1:3 (20:25, 25:17, 16:25, 23:25). Предварительный этап. Группа «В» |
| --- |

Россия: Борисенко (3), Алимова (8), Соколова (13), Эстес (14), Гамова (18), Шешенина, Кабешова — либеро. Выход на замену: Фатеева, М.Акулова (2), Меркулова (1).

Италия: Чентони, Барацца, Ортолани, Пиччинини, Ло Бьянко, Джоли, Кардулло — либеро. Выход на замену: Гуиджи, Кроче, Секоло, Ферретти.
| 11 августа. Пекин (Китай). Россия — Бразилия 0:3 (14:25, 14:25, 16:25). Предварительный этап. Группа «В» |
| --- |

Россия: Борисенко (3), Алимова (4), Соколова (7), Эстес (4), Гамова (10), Шешенина (2), Кабешова — либеро. Выход на замену: Година (2), М.Акулова, Меркулова, Пасынкова (2).

Бразилия: Валевска, Мари, Паула, Фофао, Фабиана, Шейла, Фаби — либеро. Выход на замену: Сасса, Таиса, Жаклин.
| 13 августа. Пекин (Китай). Россия — Казахстан 3:0 (25:19, 25:18, 25:11). Предварительный этап. Группа «В» |
| --- |

Россия: Алимова (13), Соколова (13), Эстес (7), Гамова (14), Шешенина (1), Меркулова (8), Кабешова — либеро. Выход на замену: Фатеева (3), М.Акулова (1), Пасынкова.

Казахстан: Жукова (Рыкова), Наседкина, Ишимцева, Грушко, Павлова, Матвеева, Эзау — либеро. Выход на замену: Зайцева, Пырова, Карпова, Куцко, Илющенко.
| 15 августа. Пекин (Китай). Россия — Алжир 3:0 (25:11, 25:19, 25:10). Предварительный этап. Группа «В» |
| --- |

Россия: Алимова (10), Соколова (11), Эстес (12), Гамова (6), Меркулова (8), М.Акулова (5), Кабешова — либеро. Выход на замену: Фатеева, Година (6), Шешенина, Пасынкова.

Алжир: Бенхамуди, Руабхия, Укази, Абдеррахим, Тсабет, Улму, Мансури — либеро. Выход на замену: Бухима.
| 17 августа. Пекин (Китай). Россия — Сербия 3:0 (25:21, 25:16, 25:20). Предварительный этап. Группа «В» |
| --- |

Россия: Алимова (2), Соколова (15), Эстес (12), Гамова (15), Шешенина (2), Меркулова (9), Кабешова — либеро. Выход на замену: Фатеева (4), М.Акулова, Борисенко (1).

Сербия: Николич, Бракочевич, Джерисило, Огненович, Читакович, Велькович, Чебич — либеро. Выход на замену: Крсманович, Весович, Малагурски.
| 19 августа. Пекин (Китай). Россия — Китай 0:3 (22:25, 25:27, 19:25). Четвертьфинал |
| ---------------------------------------------------------------------------------- |

Россия: Алимова (2), Соколова (9), Эстес (8), Гамова (15), Шешенина (2), Меркулова (9), Кабешова — либеро. Выход на замену: Година (2), Борисенко (1), Фатеева (1), М.Акулова.

Китай: Ван Имэй, Фэн Кунь, Чжоу Сухун, Чжао Жуйжуй, Ли Цзюань, Ма Юньвэнь, Чжан На  — либеро. Выход на замену: Ян Хао, Лю Яньань, Сюэ Мин.
Олимпийский турнир для сборной России закончился уже на четвертьфинальной стадии. Не очень убедительно выглядевшая на предварительном этапе российская команда заняла в своей группе 3-е место и в плей-офф вышла на хозяек соревнований сборную Китая, которой и уступила в трёх партиях. Одной из причин неудовлетворительного исхода турнира явилось отсутствие полноценной игровой практики накануне Олимпиады ввиду непопадания на Гран-при-2008. Не помогло и возвращение в состав после четырёхлетнего перерыва одной из самых именитых российских волейболисток Евгении Эстес (Артамоновой). После окончания турнира ушёл в отставку главный тренер сборной России Джованни Капрара.

### Отборочный турнир Гран-при 2009
| 16 сентября. Омск (Россия). Россия — Франция 3:0 (25:19, 25:19, 25:23). |
| ----------------------------------------------------------------------- |

Россия: Борисенко (7), Кошелева (6), Фатеева (15), Шешенина (2), Пасынкова (10), Меркулова (8), Кабешова — либеро. Выход на замену: Гамова (6), Сафронова, М.Акулова, Куликова (2).

Франция: Боэр, Лозанчич, Фэш, Джилали, Ленар, Ларнак, Ортшитт — либеро. Выход на замену: Буске, Морисетт.
| 17 сентября. Омск (Россия). Россия — Германия 0:3 (20:25, 19:25, 25:27). |
| ------------------------------------------------------------------------ |

Россия: Борисенко (2), Кошелева, Фатеева (11), Шешенина (1), Пасынкова (4), Меркулова (7), Кабешова — либеро. Выход на замену: Гамова (11), Куликова (3), М.Акулова (1), Сафронова (8), Седова.

Германия: Вайсс, Гиппе, Байер, Фюрст, Козух, Сушке, Черлих — либеро. Выход на замену: Росс, Думлер.
| 18 сентября. Омск (Россия). Россия — Италия 3:2 (25:20, 25:18, 20:25, 26:28, 15:12). |
| ------------------------------------------------------------------------------------ |

Россия: Борисенко (7), Фатеева (13), Сафронова (18), Гамова (25), Шешенина (5), Меркулова (12), Кабешова — либеро. Выход на замену: Куликова (5), Кошелева, М.Акулова, Пасынкова (1).

Италия: Арригетти, Чентони, Гуиджи, Ортолани, Ферретти, Бозетти, Кроче — либеро. Выход на замену: Мерло, Пинчерато, Фьорин, Крисанти.
| 20 сентября. Омск (Россия). Россия — Сербия 3:1 (25:20, 25:14, 26:28, 25:19). |
| ----------------------------------------------------------------------------- |

Россия: Борисенко (14), Фатеева (19), Сафронова (12), Гамова (9), Шешенина (8), Меркулова (13), Кабешова — либеро. Выход на замену: Кошелева (2), Пасынкова (3), Куликова, М.Акулова.

Сербия: Николич, Крсманович, Бракочевич, Молнар, Огненович, Велькович, Чебич — либеро. Выход на замену: Джерисило, Антониевич, Петрович, Малагурски.
| 21 сентября. Омск (Россия). Россия — Нидерланды 3:0 (25:9, 25:19, 25:17). |
| ------------------------------------------------------------------------- |

Россия: Борисенко (9), Фатеева (15), Сафронова (9), Гамова (14), Шешенина (2), Меркулова (9), Кабешова — либеро. Выход на замену: Пасынкова, Куликова, Кошелева.

Нидерланды: К.Сталенс, Хурман, Блом, Флир, И.Виссер, Стам, ван Тинен — либеро. Выход на замену: Гротхёйс, Слутьес, Висмейер.
В квалификации, прошедшей в Омске, сборная России под руководством исполняющего обязанности главного тренера Вадима Панкова, заняла второе место, давшее право на участие в Гран-при 2009 года.

## Итоги
Всего на счету сборной России в 2008 году 16 официальных матчей. Из них выиграно 12, проиграно 4. Соотношение партий 37:19. Соперниками россиянок в этих матчах были национальные сборные 12 стран.
| Турнир                                    | И | В | П | С/О  | Место |
| ----------------------------------------- | - | - | - | ---- | ----- |
| Европейский олимпийский отборочный турнир | 5 | 5 | 0 | 15:4 | 1-е   |
| Олимпийские игры                          | 6 | 3 | 3 | 10:9 | 5—8-е |
| Отборочный турнир Гран-при-2009           | 5 | 4 | 1 | 12:6 | 2-е   |

## Состав
В скобках после количество игр указано число матчей, проведённых волейболисткой в стартовом составе + в качестве либеро.
| №  | Игрок                        | Год рождения | Амплуа      | Клуб               | Турниры и игры | Турниры и игры | Турниры и игры | Всего матчей |
| №  | Игрок                        | Год рождения | Амплуа      | Клуб               | ЕОИ            | ОИ             | ОГП            | Всего матчей |
| -- | ---------------------------- | ------------ | ----------- | ------------------ | -------------- | -------------- | -------------- | ------------ |
| 1  | Мария Борисенко (Бородакова) | 1986         | центральная | «Динамо» М         | 4              | 4 (2)          | 5 (5)          | 13 (7)       |
| 2  | Татьяна Кошелева             | 1988         | нападающая  | «Заречье-Одинцово» |                |                | 5 (2)          | 5 (2)        |
| 3  | Наталья Алимова              | 1978         | центральная | «Ленинградка»      | 5 (5)          | 6 (6)          |                | 11 (11)      |
| 4  | Ольга Фатеева                | 1984         | нападающая  | «Заречье-Одинцово» | 3              | 5              | 5 (5)          | 13 (5)       |
| 5  | Любовь Соколова              | 1977         | нападающая  | «Заречье-Одинцово» | 5 (5)          | 6 (6)          |                | 11 (11)      |
| 6  | Елена Година                 | 1977         | нападающая  | «Динамо» М         |                | 3              |                | 3            |
| 7  | Наталья Сафронова            | 1979         | нападающая  | «Динамо» М         | 5 (2)          |                | 5 (3)          | 10 (5)       |
| 8  | Юлия Андрушко                | 1985         | нападающая  | «Ленинградка»      | 1              |                |                | 1            |
| 8  | Евгения Эстес (Артамонова)   | 1975         | нападающая  | «Уралочка»-НТМК    |                | 6 (6)          |                | 6 (6)        |
| 10 | Юлия Седова                  | 1985         | центральная | «Автодор-Метар»    |                |                | 1              | 1            |
| 11 | Екатерина Гамова             | 1980         | нападающая  | «Динамо» М         | 5 (5)          | 6 (6)          | 5 (3)          | 16 (14)      |
| 12 | Марина Шешенина              | 1985         | связующая   | «Уралочка»-НТМК    | 5 (5)          | 6 (5)          | 5 (5)          | 16 (15)      |
| 14 | Екатерина Кабешова           | 1986         | либеро      | «Ленинградка»      | 5 (0+5)        | 6 (0+6)        | 5 (0+5)        | 16 (0+16)    |
| 15 | Александра Пасынкова         | 1987         | нападающая  | «Уралочка»-НТМК    |                | 3              | 5 (2)          | 8 (2)        |
| 16 | Юлия Меркулова               | 1984         | центральная | «Заречье-Одинцово» | 5 (5)          | 6 (4)          | 5 (5)          | 16 (14)      |
| 17 | Наталья Куликова             | 1982         | нападающая  | «Самородок»        | 5 (3)          |                | 5              | 10 (3)       |
| 18 | Марина Акулова               | 1985         | связующая   | «Спартак» Омск     | 3              | 6 (1)          | 4              | 13 (1)       |

- Главные тренеры — Джованни Капрара (до августа), Вадим Панков (сентябрь).
- Тренер — Ирина Кириллова (до августа).

Всего в 2008 году в составе сборной России в официальных турнирах играло 17 волейболисток.

## Другие турниры
- Кубок первого президента России Б. Н. Ельцина по волейболу. 11—16 июня.  Екатеринбург, Нижний Тагил.

Беларусь 3:1, Украина 3:0, Хорватия 3:0, Болгария 3:2, Нидерланды 1:3. Итог — 1-е место.
- Кубок Белграда. 28—30 июля.  Белград

Польша 3:2, Сербия 1:3. Итог — 2-е место.